# Rūta Meilutytė
Rūta Meilutytė, född 19 mars 1997 i Kaunas, är en litauisk simmare.

## Biografi
Meilutytė flyttade till Plymouth, England, där hennes far och äldre bröder bodde, när hon var 13 år gammal. Hennes mor blev påkörd på ett övergångsställe och dog när Rūta bara var fyra år gammal. Meilutytė kommer bara svagt ihåg sin mamma, men hennes anhöriga säger att hon har ärvt sin fysik från henne.

## Karriär
Rūta Meilutytė vann guldmedaljen i 100 meter bröstsim med tiden 1:05:47 vid Olympiska sommarspelen 2012 och blev den första litauiska simmare att ta en olympisk medalj sedan Litauen deklarerade sitt oberoende från Sovjetunionen 1990. Hennes nuvarande tränare är Jon Rudd och den förra från Litauen var Giedrius Martinionis.
Den 20 juni 2022 vid VM i Budapest tog Meilutytė brons på 100 meter bröstsim. Fem dagar senare tog hon även guld på 50 meter bröstsim. I december 2022 vid kortbane-VM i Melbourne tog Meilutytė guld på 50 meter bröstsim. I semifinalen noterade hon dessutom ett nytt världsrekord på tiden 28,37 sekunder.

## Litauiska rekord
Endast 15 år gammal har Meilutytė slagit nio litauiska simrekord.
- 50 m frisim (50 m bassäng): 25.55
- 100 m frisim (50 m bassäng): 55.57
- 200 m frisim (50 m bassäng): 2:02.68
- 50 m bröstsim (50 m bassäng): 30.99
- 100 m bröstsim (50 m bassäng): 1:05.21
- 50 m bröstsim (50 m bassäng): 30.58
- 100 m bröstsim (25 m bassäng): 1:08.30
- 100 m medley (25 m bassäng): 1:02.19
- 200 m medley (25 m bassäng): 2:17.65

## Världsrekord
- 50 m bröstsim (50 m bassäng): 29,48
- 100 m bröstsim (50 m bassäng): 1:04,35
- 100 m bröstsim (25 m bassäng): 1:02,36